# بيهوكورت (باد كاليه)
بيهوكورت، باد كاليه (بالفرنسية: Bihucourt)‏ هي بلدية تقع في إقليم باد كاليه من منطقة نور با دو كاليه في شمال فرنسا. تبلغ مساحة هذه المدينة 4.67 (كم²)، وترتفع عن سطح البحر 116 م، يبلغ عدد سكانها 366 نسمة حسب إحصاء المعهد الوطني للإحصاء والدراسات الاقتصادية سنة 2009 م. وترأس Maryse Mouronval البلدية خلال فترة (2008-2014).